# شادیه منصور

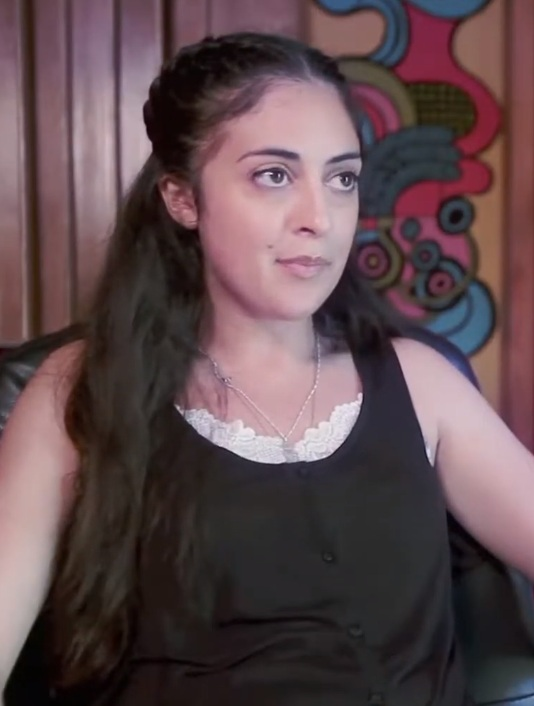
تصویر شادیه منصور

شادیه منصور (عربی: شادیة منصور متولد ۱۹۸۵)، مشهور به «زن شماره یک هیپ‌هاپ عربی»، رپر فلسطینی-بریتانیایی است که به زبان عربی و انگلیسی موسیقی می‌خوانَد. اکثر موسیقی‌های وی متمرکز بر سیاست‌های خاورمیانه است.

## زندگی شخصی
منصور در سال ۱۹۸۵ در لندن متولد شد. پدر و مادر او فلسطینی مسیحی و اصالتاً اهل حیفا و ناصره هستند. او در انگلستان بزرگ شده و تابستان‌ها را به در حیفا و ناصره، به دیدار با اقوام خود از جمله پسرعمویش، جولیانو مر-خامیس می گذراند. منصور از سایر خوانندگان عرب مانند فیروز، ام کلثوم و محمد عبدالوهاب متأثر است. وی در کودکی با خواندن در تظاهرات اعتراض آمیز فلسطینیان آواز را شروع کرد و به دلیل اجرای آهنگ‌های اعتراض آمیز کلاسیک عرب در جامعهٔ فلسطینی لندن شناخته شد. او قبل از شروع حرفه‌ای کار خود به تحصیل در رشته هنرهای نمایشی پرداخت.

## حرفه
منصور در سال ۲۰۰۳ شروع به رپ کرد و به دلیل ترانه‌های خود و همکاری با دیگر هنرمندان در خاورمیانه، اروپا و ایالات متحده به رسمیت شناخته شد. او با پوشیدن یک دشداشهٔ سنتی فلسطینی به اجرا می‌پردازد و گفته که خود را بخشی از «انتفاضه موسیقی» علیه اشغال فلسطین، محافظه‌کاری و ستم بر زنان می‌داند. اولین تک آهنگ شادیه به نام «چفیه عربی»(به عربی: الکوفية العربية)، با همکاری رپر مشهور، ام وان و ترانهٔ دد پرز با تأکید بر چفیه در نقش یک نماد ملی‌گرایی عربی اجرا شده‌است. این آهنگ زمانی نوشته شد که منصور یک روسری عربی آبی و سفید ساخت آمریکا پیدا کرد که نقش ستاره داوود روی آن بود. او آهنگ خود را روی صحنه در نیویورک معرفی کرد: «شما می‌تونین فلافل و حمص را از من بگیرید، اما دست لعنتی‌تونو به چفیه‌منزنین».
منصور پیش از پابلیک انمی، با تهیه کنندگی جانی جویس روسادو به ضبط موسیقی می‌پرداخت و در وب سایت شی‌مومنت چاک دی حضور داشت. وی همچنین با هنرمندانی مانند لوکی و نارسی، رپرهای عراقی، و بند فلسطینی هیپ هاپ، دام، همکاری داشته‌است. منصور با سازمان «وجود، مقاومت است» ،که از اجراهای هیپ هاپ در فلسطین حمایت می‌کند، گشت و گذار کرده‌است و جزو «اتحادیه عربی» هیپ هاپ است، مجموعه‌ای از هنرمندانی که در مورد خاورمیانه دیدگاه منتشر می‌کنند.

## دیدگاه‌ها
آهنگ‌های رپِ سیاسی شادیه منصور، اشغال فلسطین توسط اسرائیل و همچنین نقش اسرائیل در جنگ غزه که سال ۲۰۰۸ آغاز شد را مورد انتقاد قرار می‌دهد. منصور گفته‌است: «بعضی اوقات آهنگای من خصمانه به نظر میرسه. خب این عصبانیتمه که داره به بیرون از خودم راه پیدا می‌کنه و خودش یه جور مقاومته، یه مقاومتِ بدون خشونت.» کارهای اولیه منصور به حمایت از جنبش مقاومت فلسطین تأکید جدی داشت، طوری که رولینگ استون آن را «موضع ملی‌گرایی سرسختانه دربارهٔ فلسطین» خواند.
با گذشت زمان، دیدگاه‌های او برای درک بیشتر پیچیدگی‌های منطقه تکامل یافت و موسیقی او بازتاب آن بود. شادیه منصور توصیف این موضوع می‌گوید در اشعار خود «واقع‌گراتر» شده‌است. در سال ۲۰۰۷ منصور از حماس و فتح خواست تا جنگ را متوقف کنند. در سال ۲۰۰۸ در قطعهٔ منصور به اسم «تمامشون تانک دارن»(به عربی: كلن عندن دبابات) اعضای گروه هیپ هاپ فلسطینی دام نیز مشارکت داشتند. ابیات این قطعه روشن کرد که نه فتح و نه حماس مورد حمایت او نیستند.
منصور ضمن به چالش کشیدن سیاست‌های اسرائیل، علیه کلیشه‌های جنسیتی زنان چه در فرهنگ هیپ‌هاپ و چه در جامعه فلسطین موضع می‌گیرد. وی از اجرا برای مخاطبین تفکیک جنسیت‌شده خودداری نموده‌است. موسیقی شادیه در فلسطین توسط محافظه‌کاران به چالش کشیده شده و منصور در متن موسیقی خود، این مخالفت با موسیقی‌اش را بیان کرده‌است. او در ابتدا سعی داشت صدای خود را تغییر دهد تا بیشتر شبیه خواننده‌های مرد باشد، اما با گذشت زمان در حالی که جنسیت زدگی زنان را در هیپ هاپ رد می‌کرد منصور سبک خود را به عنوان ام‌سی زن توسعه داد. منصور به‌طور معمول با لباس سنتی فلسطینی که بیشتر بدن او را می‌پوشد اجرا می‌کند و می‌گوید استایلی که دارد یک نوع مد قدیمی است.